# Marco Nonio Balbo
Marco Nonio Balbo (in latino Marcus Nonius Balbus; Nuceria Alfaterna, I secolo a.C. – Ercolano, I secolo a.C.) è stato un politico romano, cavaliere e proconsole.

## Vita
Originario di Nuceria, trasferì la sua residenza ad Ercolano, città di cui divenne benefattore. Le statue dedicatorie che gli ercolanesi posero nella città ci informano sui nomi dei personaggi della sua famiglia: il padre fu Marco Nonio Balbo (la sua statua fu collocata al teatro della città); la madre era una certa Viciria (rappresentata con una veste all'etrusca in una statua ora conservata presso il Museo Archeologico Nazionale di Napoli).
Sposato con Volasennia, ebbe tre figlie.
Fece carriera anche a livelli molto alti: ricoprì, infatti, le cariche di pretore prima e proconsole della provincia di Creta e di Cirene. Nel 32 a.C. fu poi tribuno della plebe e partigiano di Ottaviano.
La sua attività di benefattore lo portò a finanziare il restauro delle mura e le porte, nonché della Basilica di Ercolano.Alla sua morte la città lo annoverò tra i suoi patroni e gli tributò immensi onori e diverse statue (una delle quali, equestre, è conservata al Museo Archeologico di Napoli). 

Durante l'occupazione francese e nell'ambito dei furti napoleonici il generale Jean Étienne Championnet individuò le statue equestri di Nonio Balbo tra le opere da inviare al Louvre, come risulta da una missiva inviata al direttorio il 7 ventoso anno VII (25 febbraio 1799):